# Volkswagen Autoeuropa
Volkswagen Autoeuropa Lda. es una empresa del grupo Volkswagen, fundada en 1991 como una Joint venture entre Ford (50%) y Volkswagen (50%). Se encuentra en el municipio de Palmela, distrito de Setúbal, en Portugal. Fabricaba los modelos Volkswagen Sharan, Volkswagen Scirocco y Seat Alhambra.y fabrica el modelo T-Rock
Volkswagen Autoeuropa es la mayor inversión extranjera industrial en Portugal, hasta 2015.
La fábrica es la planta más grande de automoción en Portugal y fueron fabricados allí 101.284 vehículos en 2010.

## Fundación
Después de la firma de un acuerdo de joint venture entre el Grupo Volkswagen y Ford en julio de 1991, la planta de 2 millones de m² fue construida en cuatro años, incluyendo un parque industrial que la rodea, en lo que se encuentran los proveedores clave.
Abierto como una joint-venture 50/50, su propósito inicial era montar un modelo monovolumen (MPV) vendido bajo tres marcas: Volkswagen Sharan, SEAT Alhambra y Ford Galaxy. La producción de estos vehículos de Autoeuropa casi alcanzó su límite de producción de 172.500 unidades al año.
Sin embargo, cuando Ford salió de la joint-venture y el ciclo de vida del modelo se acercaba a su fin, Volkswagen quedó con la propiedad de la planta y la producción disminuyó considerablemente. Bajo el sistema de licitación interna de Volkswagen, la planta tuvo que competir por nuevos modelos con otras plantas de Volkswagen.
Finalmente, Autoeuropa ganó los derechos de producción del nuevo modelo Volkswagen Eos desde finales de 2005. En 2008 la planta comenzó la producción de la variante de la tercera generación del Volkswagen Scirocco, y emplea actualmente más de 3.000 personas en el lugar de la planta, 2.350 puestos de trabajo de los proveedores en el parque industrial, y un adicional de 3.750 puestos de trabajo de proveedores dentro de Portugal.